# میرزا محمدخان دولو قاجار
امیرکبیر میرزا محمدخان دولو قاجار ملقب به رکن‌الدوله و تاج‌بخش رئیس قبیلهٔ دولو (یکی از دو قبیلهٔ ایل قاجار) در هنگام تأسیس سلطنت قاجار بود.
او پسر حسن‌خان دولو قاجار بیگلربیگی استرآباد، پدر الله‌یار خان آصف‌الدوله و گلین خانم (همسر عباس میرزا) بود. در ۱۲۰۰ قمری، آقامحمدخان قاجار او را به حکومت قزوین منصوب نمود و حکومتش تا اوایل سال ۱۲۰۹ قمری در آنجا ادامه داشت. در این سال و پس از سقوط حکومت زندیه، آقامحمدخان او را به تهران خواست و به سمت بیگلربیگی تهران برگزید. در سال ۱۲۱۷ قمری، فتحعلی‌شاه دختر او را به نکاح عباس میرزا درآورد و عروسی بسیار مفصلی برای او گرفت. علاوه بر عباس میرزا، خودِ فتحعلی‌شاه و دو فرزند دیگر او (شیخعلی میرزا و محمدرضا میرزا) نیز داماد میرزا محمدخان بوده‌اند.
میرزا محمدخان بسیار مورد اطمینان آقامحمدخان بوده و هر زمان که به مسافرت و یا به جنگ می‌رفت، حکومت تهران را تحت نظر او می‌گذاشت. در سال ۱۲۰۹، پس از این که لطفعلی‌خان زند در بم دستگیر شد، آقامحمدخان در کرمان با دست خود، از هر دو چشم او را نابینا کرد و سپس او را تحت‌الحفظ به تهران فرستاد. پس از ورود به تهران، میرزا محمدخان بیگلربیگی بنا به اشاره و دستور آقامحمدخان مأمور اجرای قتل او گردید و پس از کشتنش در امامزاده زید تهران به خاک سپرده شد.
پس از قتل آقامحمدشاه در شوشی، میرزا محمدخان به اتفاق میرزا شفیع مازندرانی حصار و برج شهر را محکم و دروازه‌های تهران را بست و تا رسیدن ولیعهد از شیراز، احدی از مدعیان سلطنت را به درون شهر راه نداد.
میرزا محمدخان یکی از پنج امیر بزرگ در دوران آغازین قاجار بود که صاحب عنوانِ خطابیِ «امیرکبیر» پیش از اسم خود بود. پس از میرزا محمدخان، یکی از پسرانش به نام محمدباقرخان به منصب بیگلربیگی تهران منصوب شد.